# Бозио, Антонио
Антонио Бозио (итал. Antonio Bosio, 1576, Витториоза, Мальта — 6 сентября 1629, Рим) — итальянский историк, первый исследователь «подземного Рима» — раннехристианских катакомб. Его называли «Колумбом катакомб».
Родившийся на острове Мальта незаконнорождённый сын Джованни Оттоне, в возрасте двенадцати лет переехал в Рим на попечение своего дяди Джакомо, представителя Мальтийского ордена при папском дворе в Ватикане. Антонио изучал философию и филологию в Римском коллегиуме (итал. Collegio Romano), а также посещал юридические курсы университета Сапиенца.
В период усиления интереса к церковной истории, вдохновлённый Конгрегацией Ораториев (итал. Congregazione dell’Oratorio) Бозио начал заниматься изучением христианских древностей, следуя, среди прочего, наставлениям историка ранней церкви Помпео Угонио и подружившись с Альфонсо Чакконио, Джованни Макарио и Филиппо ван Винге.

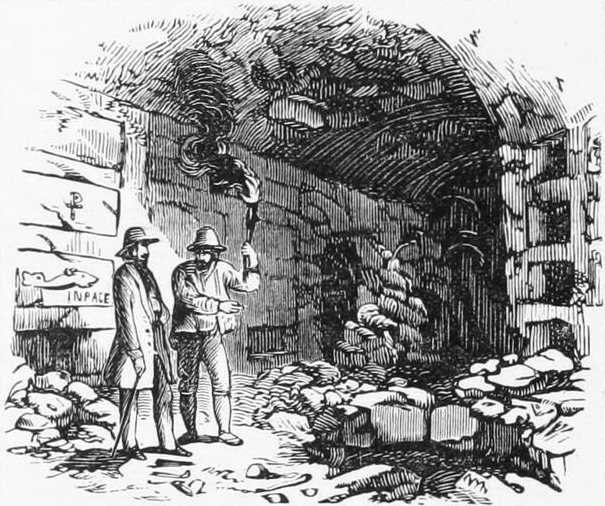
Исследователи в катакомбах. Иллюстрация из книги М. Янг «История Рима». 1880

В 1592 году от Винге он получил коллекцию зарисовок росписей раннехристианских катакомб. 10 декабря 1593 года Антонио Бозио вместе с Помпео Угонио совершил первое исследование христианского подземного Рима в катакомбах Домитиллы на Виа Ардеатина. Так начался период интенсивных исследований, которые привели Бозио к систематическому исследованию катакомб на Виа Тибуртина, Виа Лабикана и Виа Аппиа, а также Номентанской дороги, старой Саларии, новой Саларии, Виа Фламиниа и многих других.
В 1597 году через цимитерий (кладбище) Кириака Бозио смог попасть в кубикулу катакомб Сан-Калликсто, в 1601 году — в катакомбы Сант-Аньезе, а также в Еврейские катакомбы на Виа Номентана с росписями на ветхозаветные сюжеты, в 1608 году — в катакомбы Сан-Эрмете (итал. cimitero di S. Ermete). Всего им были изучены или открыты более тридцати катакомб. Получая сведения от окрестных жителей, Бозио осматривал галереи, вход в которые был доступен без проведения раскопок. В процессе изучения он устанавливал взаимное расположение камер и коридоров, фиксировал архитектурные особенности, копировал росписи. В результате многолетней работы Бозио получил не полную, но подробную картину подземного Рима, давшую ценный материал для изучения истории ранней Церкви.
Немногие, однако, в то время осознали важность открытия, никто всерьёз не думал о проведении дальнейших расследований. Бозио, таким образом, оказался, вслед за археологом Онофрио Панвинио, предшественником научной христианской археологии, хотя сам Бозио раскопками не занимался. Молодой исследователь понял, что раннехристианская литература, такая как «Акты о мучениках», мартирологи, пассионарии, отчёты о церковных соборах, могут дать подсказки о местонахождении катакомб; представление о масштабах изучения им письменных источников могут дать четыре тома ин-фолио, которые хранятся в библиотеке Валличеллианы в Риме. Два из них сгруппированы под названием Acta et vitae sanctorum, antiquamonda sacra et profana itemque adversaria variae eruditionis prо… (2026 страниц, 50 указателей).
Начиная с первых исследований христианских катакомб Бозио сопровождал художник Анджело Сантини, известный как Токкафонди, которому были поручены зарисовки росписей и найденных артефактов. Однако выполненные им рисунки впоследствии были признаны слишком приблизительными. Сантини в 1615 году сменил Франческо Фулькаро. Гравюры, сделанные по рисункам этого художника (около двухсот листов), вошли в главный труд Антонио Бозио «Подземный Рим» (лат. Roma sotterranea), вышедшем в свет уже после смерти автора.
Бозио приобрёл виллу в Риме в районе Фламинио («Elisii Bosii»), которую он намеревался превратить в христианский музей, но из-за которой он оказался в долгах. Работа по гравированию рисунков для издания продолжалась до 1629 года.
Книга была выпущена под патронатом мальтийских рыцарей ораторианцем Северано, которому кардинал Франческо Барберини поручил редактировать текст. Полное название издания: «Подземный Рим, посмертное произведение Антонио Бозио Римлянина, единственного церковного антиквария своего времени. Завершено, расположено и расширено М. Р. П. Джованни Северани из Сан-Северино» (Roma Sotterranea, opera postuma di Antonio Bosio Romano, antiquario ecclesiastico singolare de 'suoi tempi. Compita, disposta, et accresciuta dal M. R. P. Giovanni Severani da S. Severino, 1632). В своих описаниях Бозио строго следовал топографическому принципу и намеревался писать текст на латыни, но затем решил издавать книгу на итальянском. Северано сделал с итальянского текста латинский перевод, но он не был опубликован.
Пятнадцать лет спустя, в 1651 году Паоло Аринги опубликовал в Риме новый латинский перевод книги в шести томах. Работа Аринги была переиздана в Кёльне и Париже в 1659 году, а также в 1671 году в Арнхайме и Амстердаме.
Как только труд Бозио был опубликован, он сразу же оказался главным предметом спора католиков и протестантов о значении раннехристианской церкви. Многие из выводов Бозио в последующее время были признаны ошибочными или неточными, но его метод был научным, а недостатки связаны с временем, в котором жил и работал археолог. Многие росписи, существовавшие в катакомбах в начале XVII века, позднее были утрачены, отчего ценность работы Бозио, несмотря на приблизительность иллюстраций, не потеряла своего значения.
Тяжело больной Антонио Бозио продиктовал завещание в 1629 году, назвав своими наследниками мальтийских рыцарей, исполнителем завещания был назначен Карло Альдобрандини, посол ордена в Риме.